# Моментний двигун

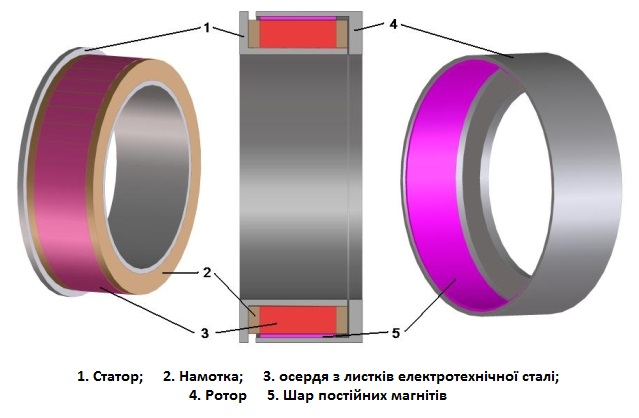
Спрощена структура моментного двигуна (безщітковий двигун постійного струму з постійним збудженням та зовнішнім ротором)

Моментний двигун — це електромеханічний перетворювач вхідного електричного сигналу постійного або змінного струму в електромагнітний момент на роторі двигуна. В таких двигунах ротор обертається з відносно малою швидкістю або взагалі може бути нерухомим, зберігаючи при цьому постійний момент сили на роторі (звідси походить і назва пристрою). Моментні двигуни використовуються в тих випадках, коли необхідно забезпечити обертання корисного навантаження з високим крутним моментом, з мінімальними пульсаціями крутного моменту і з високою точністю позиціонування.
Моментні двигуни широко застосовуються в гіроскопічних системах, приводах антен, телескопах, сонячних батареях, роботах, верстатах, медичному обладнанні тощо. Основними відмінними від звичайних електродвигунів є відносно низька кутова швидкість обертання ротора (включно з можливістю тривалої роботи в режимі коли ротор взагалі не обертається, але зберігає момент сили прикладений до корисного навантаження) і безрамна конструкція (відсутність корпусу, вала і підшипників). Зазвичай такі двигуни інтегруються безпосередньо в механізм яким вони керують, без будь-яких механічних передач, це дозволяє зменшити зазори, люфти, кінематичні похибки, та інші механічні проблеми, які знижують точність керованості механізму. Завдяки особливостям конструкції, моментні двигуни мають меншу вагу і електроспоживання, в порівнянні з класичними електродвигунами.

## Історія
Перша відома згадка застосування подібних двигунів датована 1842 роком. Тоді схожу технологію було використано на чотириколісному візку для залізничної лінії Единбург—Глазго. Колеса цього візка були встановлені на дерев'яних валах, що мали по три металеві смуги розміщені вздовж валу. Ці смуги почергово притягувались електромагнітами статора, які керувалися механічними комутованими на валах двигунами. Фактично це був перший відомий безкорпусний електродвигун інтегрований безпосередньо в ходову частину візка який передавав обертальний момент, без будь-яких проміжних редукторів прямо на колеса. Візок вагою 5 тон, розвивав швидкість до 4 милі/год. Іншим широко відомим випадком застосування безредукторного прямо приводу був електричний молот створений 1882 року відомим французьким науковцем Марселем Депре. Конструктивно цей молот складався з лінійного електромагніту з осердям у вигляді молота, масою 23 кг і обмоткою, секції якої перемикались ручним комутатором. При струмі в 43 А, молот здійснював удар по ковадлу з силою 70 кг. Проте всі ці випадки були одиничними унікальними конструкціями, які не мали значного поширення.
1948 року, американська компанія «Inland Motors» розпочала серійний випуск безкорпусних колекторних електродвигунів серії «Т». Згодом ще ряд компаній розробили і випустили подібні моделі. Проте великого розповсюдження ці двигуни не здобули. Вони мали цілу низку вагомих недоліків: малий термін служби, пожежонебезпечність, створення великих електромагнітних завад навколо себе. Тому виробники зосередились на конструкції безконтактних вентильних електродвигунів вбудованого виконання на базі синхронних машин з постійними магнітами на роторі.

## Конструкція
Конструктивно сучасний моментний двигун — це спеціальна версія синхронного двигуна з постійними магнітами, з великою кількістю полюсів (як правило >10, а в деяких моделей сягає 100) в безкорпусному виконанні. При високій щільності полюсів пік ефективності двигуна виникає на менших швидкостях обертання. Також моментні двигуни зазвичай мають більший діаметр, що дозволяє додатково підвищити рівень крутного моменту. Моментні двигуни можуть бути традиційної схеми, з внутрішнім ротором, проте значного поширення також здобув варіант конструкції із зовнішнім ротором (статор всередині, ротор зовні). Зовнішні ротори дозволяють отримати ще більший крутний момент за тих же габаритів двигуна. Існують окремі види моментних двигунів, з обмеженим кутом обертання, ротор яких не здатен здійснювати повний оберт на 360°, а працює лише в обмеженому діапазоні кутів повороту. Лінійний двигун можна розглядати як модифікацію моментного двигуна яка використовується для приводів що здійснюють поступальний рух.